# Maximilian Mundt

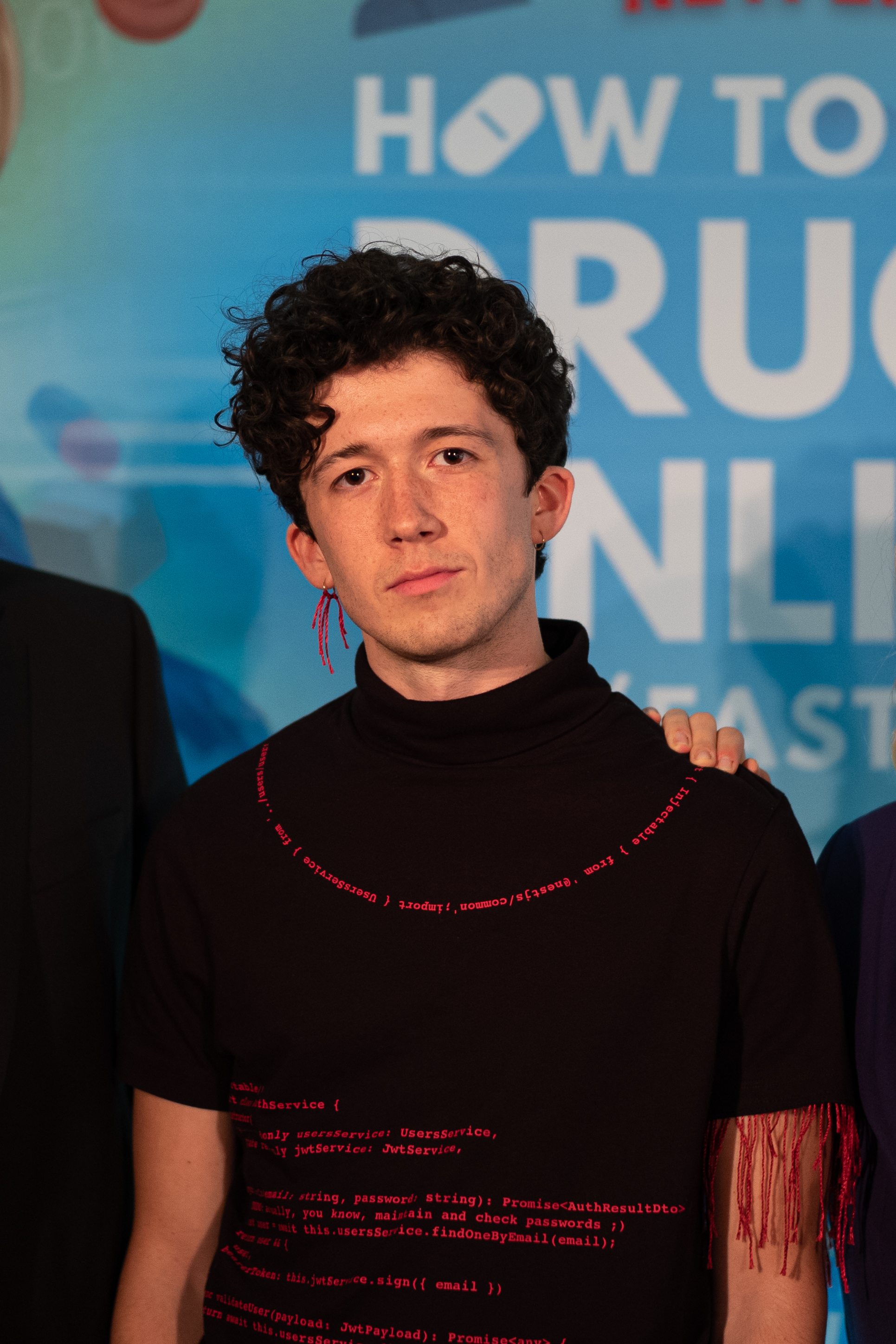
Maximilian Mundt, 2019

Maximilian Mundt (* 1996 in Hamburg) ist ein deutsch-ungarischer Schauspieler, Fotograf und Filmemacher.

## Leben
Mundt wurde 1996 als Sohn einer aus der DDR stammenden Krankenschwester und eines ungarischen Kfz-Mechanikers in Hamburg geboren. 2014 absolvierte er das Abitur am Gymnasium Bondenwald. Seine ersten Fernsehauftritte hatte er in Serien und Reihen wie Notruf Hafenkante, Die Pfefferkörner, Großstadtrevier oder Nord bei Nordwest. Seit 2013 ist er Mitglied der Jugendperformance-Gruppe am Hamburger Thalia Theater unter der Leitung von Alina Gregor. Dort übernimmt er seit 2015 auch die dramaturgische Beratung am jungen Theater.
Seine erste Kinohauptrolle hatte Mundt in der Ruhrpott-Komödie Radio Heimat unter der Regie von Matthias Kutschmann.
2017 war Mundt außerdem in Tigermilch von Ute Wieland im Kino zu sehen. Seit seiner Hauptrolle in der erfolgreichen Netflix-Serie How to Sell Drugs Online (Fast) erlangte Mundt auch internationale Bekanntheit.
Neben der Schauspielerei ist Mundt auch als Filmemacher und Fotograf tätig. Nach mehreren Publikationen seiner Werke in Print und TV gewann er 2015 den Deutschen Jugendfotopreis. Er realisierte auch schon mehrere Kurzfilme als Kameramann und Regisseur und studiert seit 2016 Film an der HfbK Hamburg.
Im Februar 2021 outete er sich im Rahmen der Initiative #actout im SZ-Magazin mit 185 anderen lesbischen, schwulen, bisexuellen, queeren, nicht-binären und trans* Schauspielenden. In der 6-teiligen Hörspiel-Serie DESIRE. Über Sex, Arbeit und queeres Begehren vom WDR, die auf Interviews mit über 30 Menschen aus der Sexarbeit beruht, spricht er die Rollen diverser Kunden.

## Filmografie
- 2013: Notruf Hafenkante (Staffel 7, Folge 19/27 (169): Einsatz für Wolle)
- 2014: Die Pfefferkörner (Staffel 11, Folge 6: Ceydas Geheimnis)
- 2015: Radio Heimat
- 2015: Wut (Feine Sahne Fischfilet, Musikvideo)
- 2016: Großstadtrevier (Folge 403: Oma Helmut)
- 2016: Tigermilch
- 2017: Nord bei Nordwest – Gold! (Fernsehreihe)
- 2019–2025: How to Sell Drugs Online (Fast) (Fernsehserie)
- 2020: Dunkelstadt (Staffel 1, Folge 3: Blut und Wasser)
- 2020: Der letzte Tanz (Bosse, Musikvideo)
- 2022: Neben der Spur – Die andere Frau (Fernsehreihe)
- 2022: Buba
- 2022: Ze Network (Fernsehserie)
- 2023: Conti – Meine zwei Gesichter
- 2023: Gran Turismo
- 2024: Pumpen (Regie gemeinsam mit Anna-Lena Schwing für die Folgen 11–15, Auftritt in Folge 20)
- 2024: WTF is Jule?! (Dokuserie, 4 Folgen)

## Hörspiele
- 2023: Tia Morgen: DESIRE. Über Sex, Arbeit und queeres Begehren (6-teilige Serie, WDR)[2]

## Auszeichnungen
- 2015: Deutscher Jugendfotopreis
- 2020: Romy in der Kategorie „Bester Nachwuchs männlich“' (How to Sell Drugs Online (Fast))